# Gantz Revolution - Conflitto finale
Gantz Revolution - Conflitto finale (ガンツ・パーフェクトアンサー?, Gantz: Perfect Answer) è un film del 2011 diretto da Shinsuke Sato.
Film giapponese di fantascienza e azione, seconda pellicola cinematografica dedicata alla serie seinen manga Gantz creata da Hiroya Oku, preceduta da Gantz - L'inizio.
In Italia entrambe le pellicole sono state distribuite direttamente in home video da Eagle Pictures.
Nel 2016 la saga ha avuto un riavvio con il film anime in live-action in CGI intitolato Gantz: 0.

## Trama
Convocati dal misterioso globo di origine apparentemente aliena Kei Kurono e Masaru Kato decidono di continuare a giocare per raggiungere il punteggio massimo disponibile; assieme a lui anche diversi altri membri del team continuano a lavorare per "Gantz". Una donna, Eriko, poco dopo riceve per posta una piccola scatola al cui interno si trova una sfera nera. Questa di colpo sembra attivarsi e mandare dei messaggi.
Uno di questi messaggi è inviato a lei direttamente, viene ringraziata per il lavoro svolto la notte precedente... una cosa questa di cui lei si trova ad essere del tutto inconsapevole: cosa è accaduto, che cosa ha fatto? La sfera le dice poi che vi sono 4 pulsanti che conducono alla grande stanza al cui interno riposa la somma sfera conosciuta come Gantz; a lei è concesso di seguire la via aperta dal 1° pulsante.
Infine arrivano istruzioni dettagliate sull'identità della prossima persona che deve uccidere.
In seguito agli eventi accaduti precedentemente, quelli che hanno portato alla scomparsa di Kato, alcuni detective raccolgono e cercano di far emergere le prove relative alle persone scomparse per trovarne almeno i corpi. L'investigatore riesce finalmente a scoprire una stanza misteriosa, una specie di cantina piena di gente: gli viene però suggerito di seguire un'altra pista se vuol giungere alla rivelazione del segreto riguardante la sfera e su colui che la maneggia.
Kurono entra nella squadra adibita a dar la caccia a questo fantomatico capo criminale che muove di nascosto i fili delle loro vite; in quel preciso istante Eriko si trova sul treno e sta portando a termine il compito affidatogli: uccidere l'innamorata di Kurono.

## Distribuzione

### Edizione italiana
Il film è stato distribuito in DVD e Blu-Ray il 6 aprile 2016 da parte di Eagle Pictures. Il doppiaggio è avvenuto nello studio Videodelta s.r.l. a Torino, per la direzione di Elena Canone e adattamento dialoghi di Maria Casella. Come per il primo film, Kei Kurono ha la voce italiana di Renato Novara che aveva già doppiato il personaggio nella serie televisiva anime, mentre Luca Ghignone che nella serie doppiava Kato, qui è la voce di Suzuki.

## Analogie con il manga
Rispetto al prequel, la storia si differenzia totalmente dall'opera originale sia nell'introduzione di personaggi originali sia nella narrazione, raccontando quindi una prosecuzione completamente diversa e concludendosi con un finale differente, conserva tuttavia alcuni aspetti della serie originale.
- Eriko Ayukawa è una famosa modella (presente nei tabelloni e nei poster) proprio come Reika Shimohira, tuttavia le sue vicende somigliano molto a quelle di Shion Izumi, come lui infatti, Eriko uccide delle persone per ritornare nella stanza del Gantz e riavere i suoi ricordi riunendosi con vecchi compagni quali Joichiro Nishi.
- Come avveniva nel manga, il Gantz ordina ai gantzer di uccidere Tae Kojima indicandola come un alieno. La banda degli uomini in nero, nel film degli alieni che prendono l'aspetto di esseri umani quali Kato e Nishi, hanno delle similitudini con la banda dei vampiri del manga.
- Come nel manga, Suzuki con i 100 punti fa resuscitare Kato, mentre Kurono riporta indietro Nishi poiché molto informato su quello che sta per accadere al Gantz e ai loro membri.
- Come per il primo film, il personaggio di Hiroto Sakurai, risulta completamente diverso dall'opera originale.